# Cuisine lettone

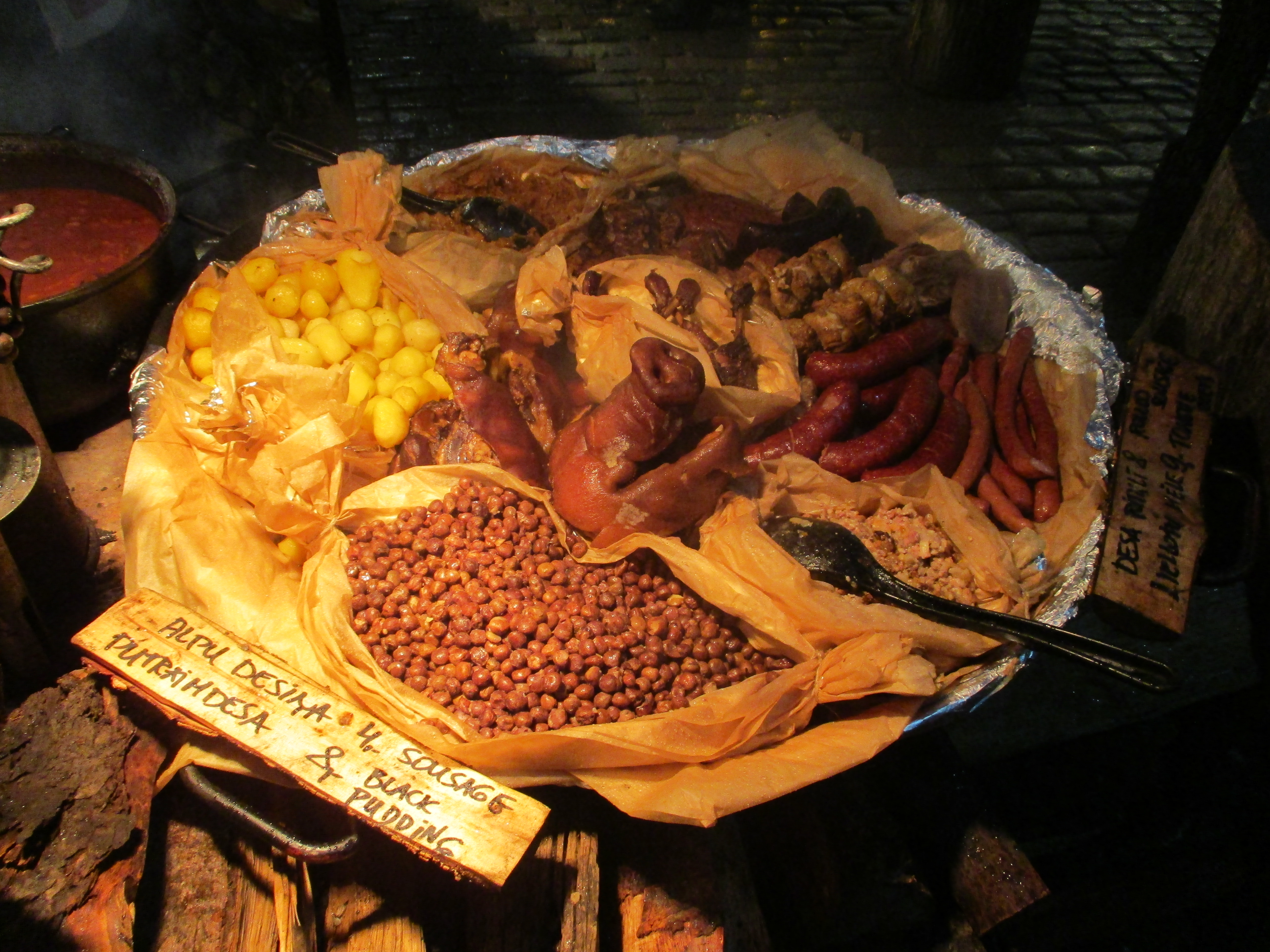
Cuisine lettone traditionnelle

La cuisine lettone est une cuisine aux multiples influences. On dénote des habitudes culinaires dérivant des traditions germaniques, mais également russes ou polonaises. La cuisine lettone comprend beaucoup de produits laitiers, de poisson, de pain, de soupes, de charcuterie. Les plats traditionnels sont les pois au lard, les côtes de porc fumées ainsi que les harengs de la mer Baltique à l'aneth. Les Lettons sont de grands consommateurs de pommes de terres, de chou, de pois, de haricots et de betteraves. De nombreux plats comportent de l'aneth, herbe de prédilection des Lettons.

## Viandes
- Pois au lard
- Côtes de porc fumées
- Cūkas stilbs, jarret de porc
- Cūkas ausis, oreilles de porc
- Cūkas kājas, pieds de cochon

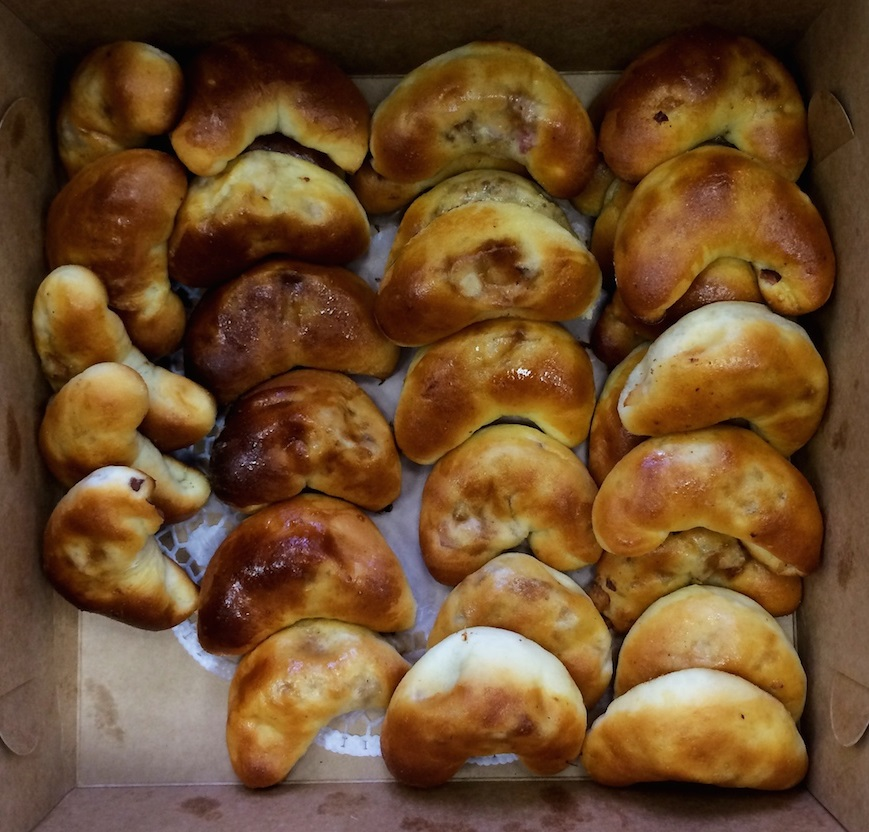
Pirāgi avec speck

- Karbonāde, escalope de porc panée souvent servie avec des champignons à la crème et des pommes de terre à l'aneth
- Chachlyk
- Poulet fumé
- Tête de cochon servie avec des pois et des saucisses, repas typique de Noël
- Steak de bœuf aux oignons
- Kotletes, boulettes de viande servies avec des pommes de terre
- Skābēti kāposti, choucroute lettone
- Speck letton
- Pelēkie zirņi ar speķi, plat fait à base de speck, de pois et d'oignons frits[3]
- Pelmeņi, petits beignets fourrés de viande hachée, de légumes et de fromage[4].
- Pirāgi, beignets de bacon en demi-lune fourrés à l'oignon et à l’œuf

plies communes

## Poisson et fruits de mer

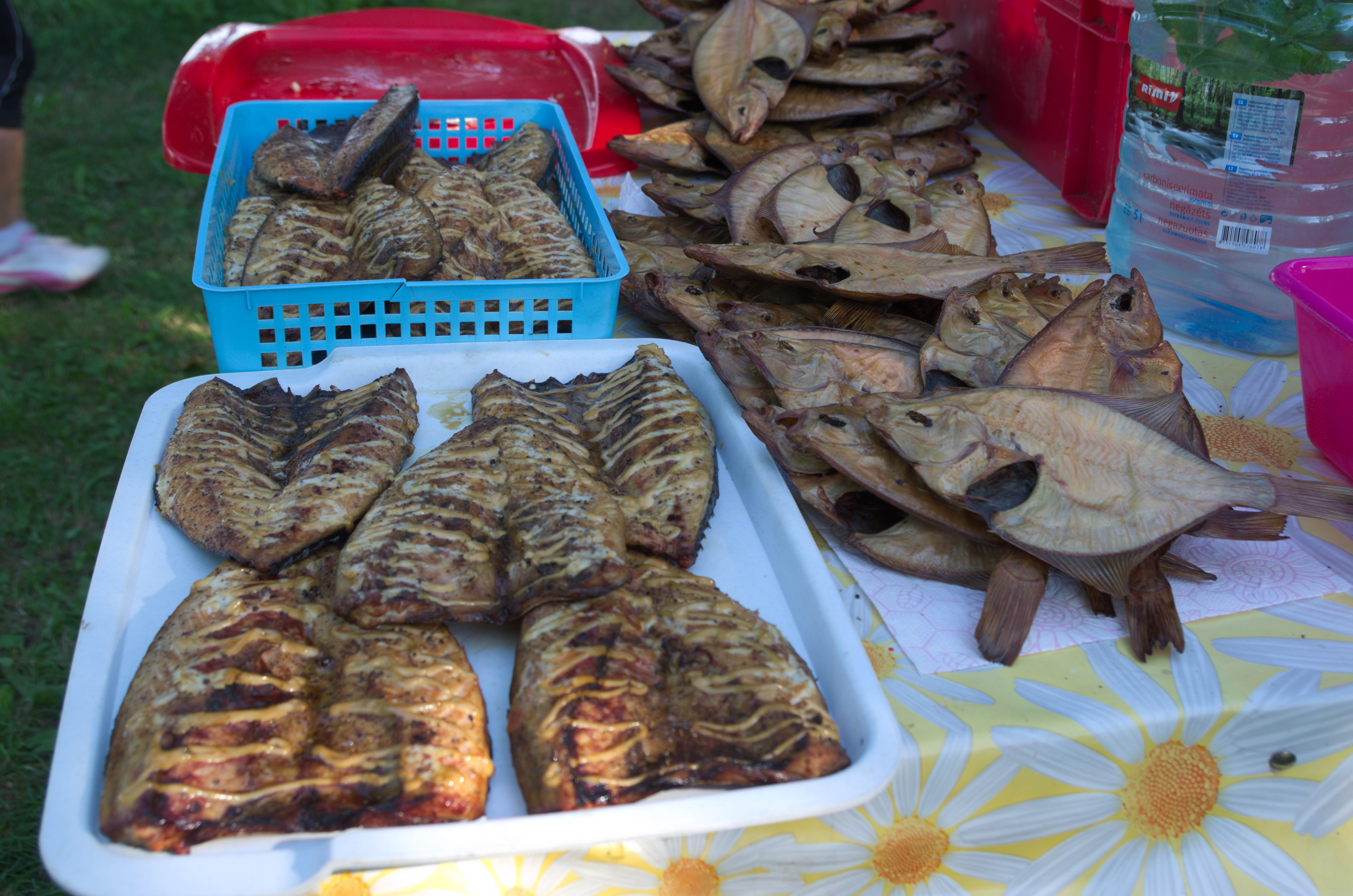
Maquereaux et plies communes fumés à chaud

- Harengs de la mer Baltique à l'aneth
- Saumon salé
- Brochet
- Truite
- Esturgeon
- Carpe
- Anguille, marinée ou fumée
- Harengs sautés avec des pommes de terre au kéfir
- Liepājas menciņš, morue fumée servie avec des pommes de terre et des oignons

## Soupes et ragoûts
- Soupe de mouton aux légumes

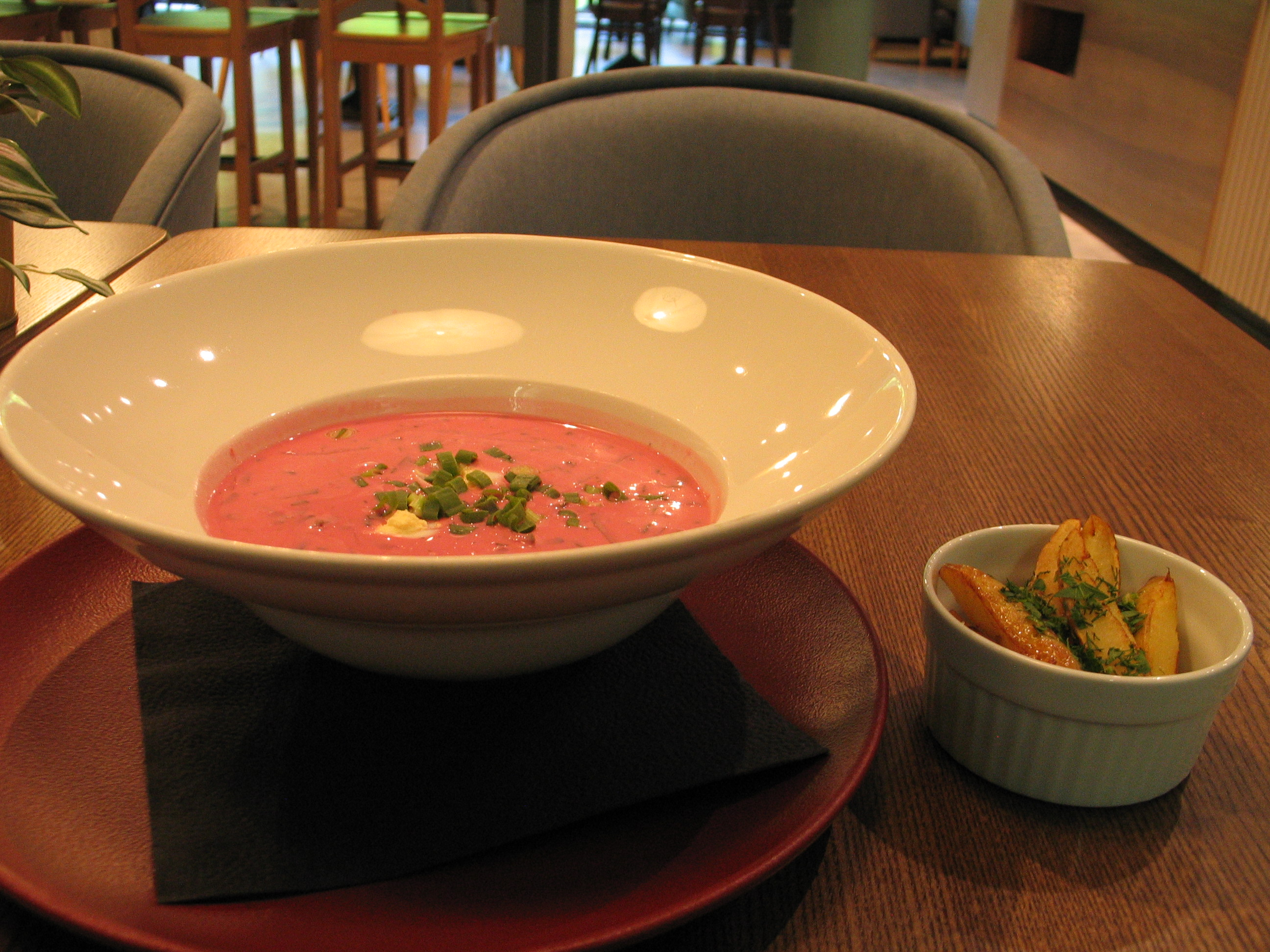
Soupe rose de betterave à l'aneth, typique de la Lettonie

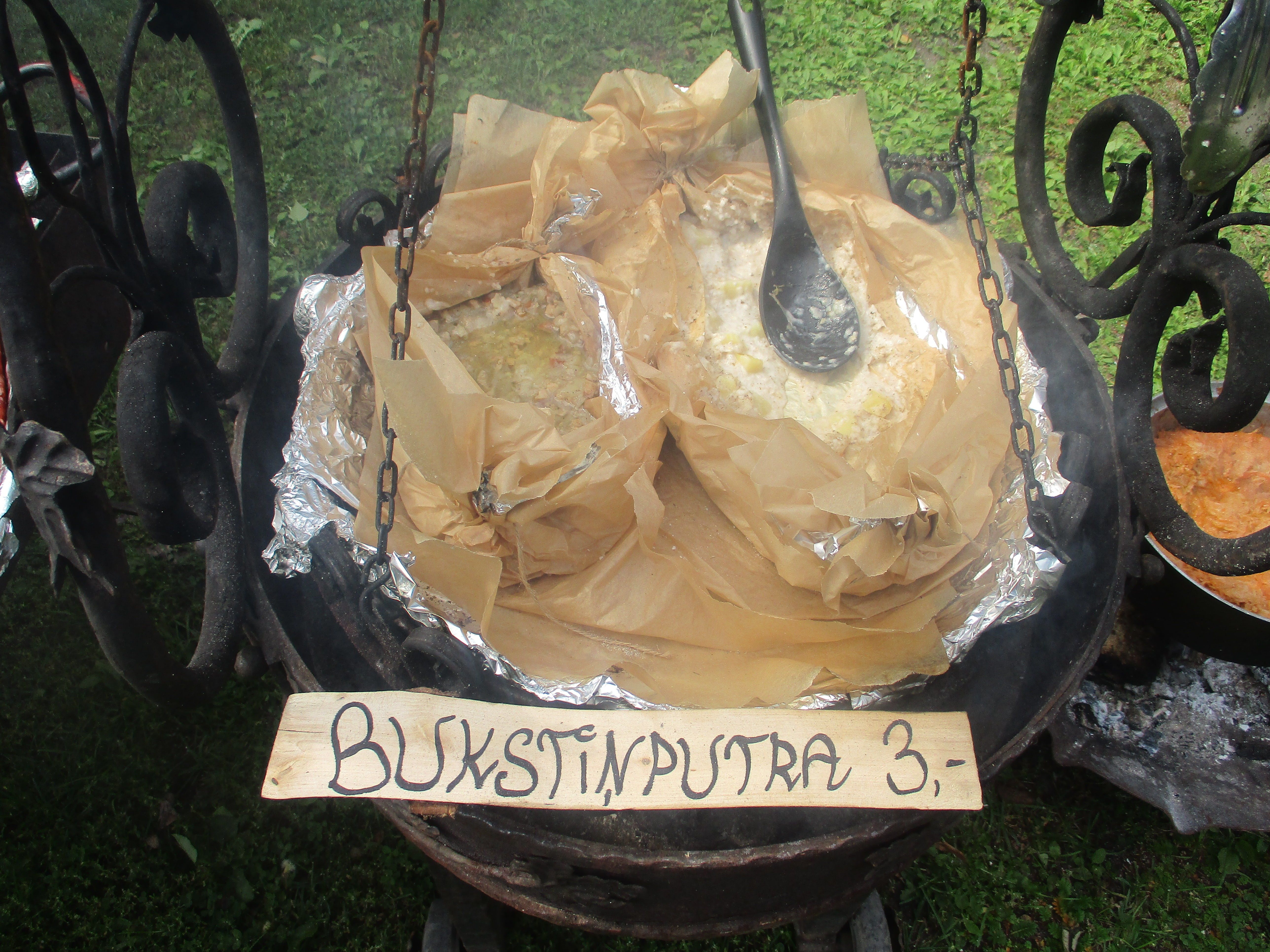
Bukstiņbiezputra

- Aukstā zupa, appelée bortsch froid en français, soupe typique de betterave froide à l'aneth
- Frikadeļu zupa, soupe de boulettes de viande
- Zirņu zupa, soupe de pois
- Zidenis, porridge d'orge perlé bouilli avec une oreille ou une queue de porc
- Soupe d'oseille avec du porc bouilli, des oignons, des pommes de terre et de l'orge
- Soupe d'orties
- Skabu kapostu zupa, soupe de chou
- Soļanka, soupe d'origine russe à la tomate avec des saucisses et des cornichons
- Grūdenis, ragoût de tête de porc
- Hapukapa, soupe à la choucroute
- Biešu zupa, soupe de betteraves rouges
- Kartupeļi ar siļķi un biezpienu, soupe de hareng au fromage blanc et aux pommes de terre
- Bukstiņbiezputra, porridge de gruau au bacon et aux pommes de terres avec de la crème

## Accompagnements et salades

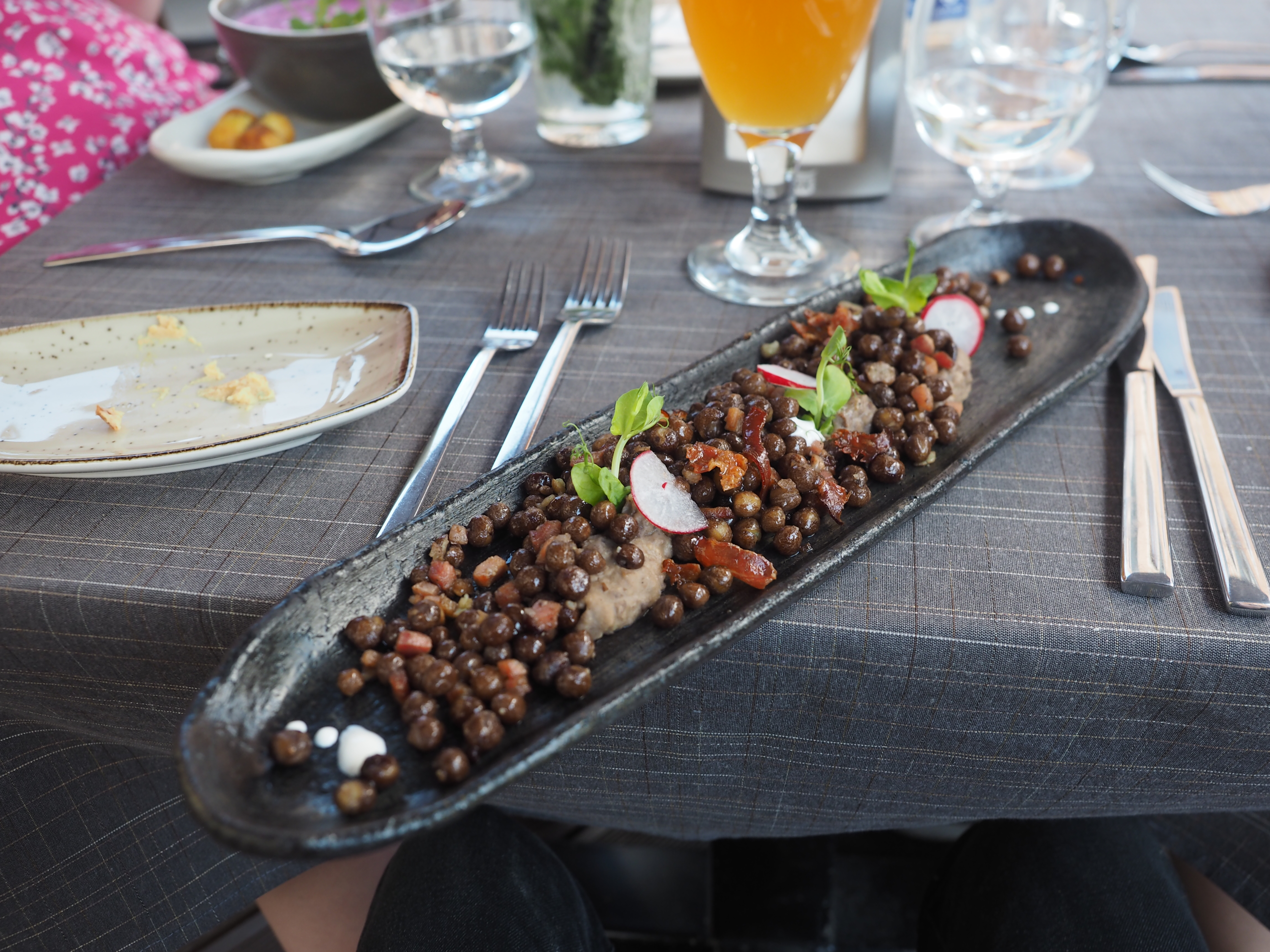
Pois gris avec speck

- Rasol, salade de pomme de terre, pomme et betterave à la viande ou au hareng, accompagnés de petits pois, de carottes et de concombres. Elle peut être accompagnée d’œuf dur et de mayonnaise ou de crème. On peut y ajouter d'autres ingrédients comme de la betterave ou des oignons.
- Mēle, salade de langue
- Petits pois
- Pommes de terre à l'eau assaisonnées à l'aneth
- Pankūciņas, pommes de terres en galette
- Pommes de terre frites
- Salade de chou froid
- Pelēkie zirņi, pois gris, souvent bouillis et frits avec du bacon
- Betterave
- Cornichons et autres légumes marinés dans du vinaigre
- Fèves
- Sēņu žuljēns, fricassée de champignons

## Produits laitiers

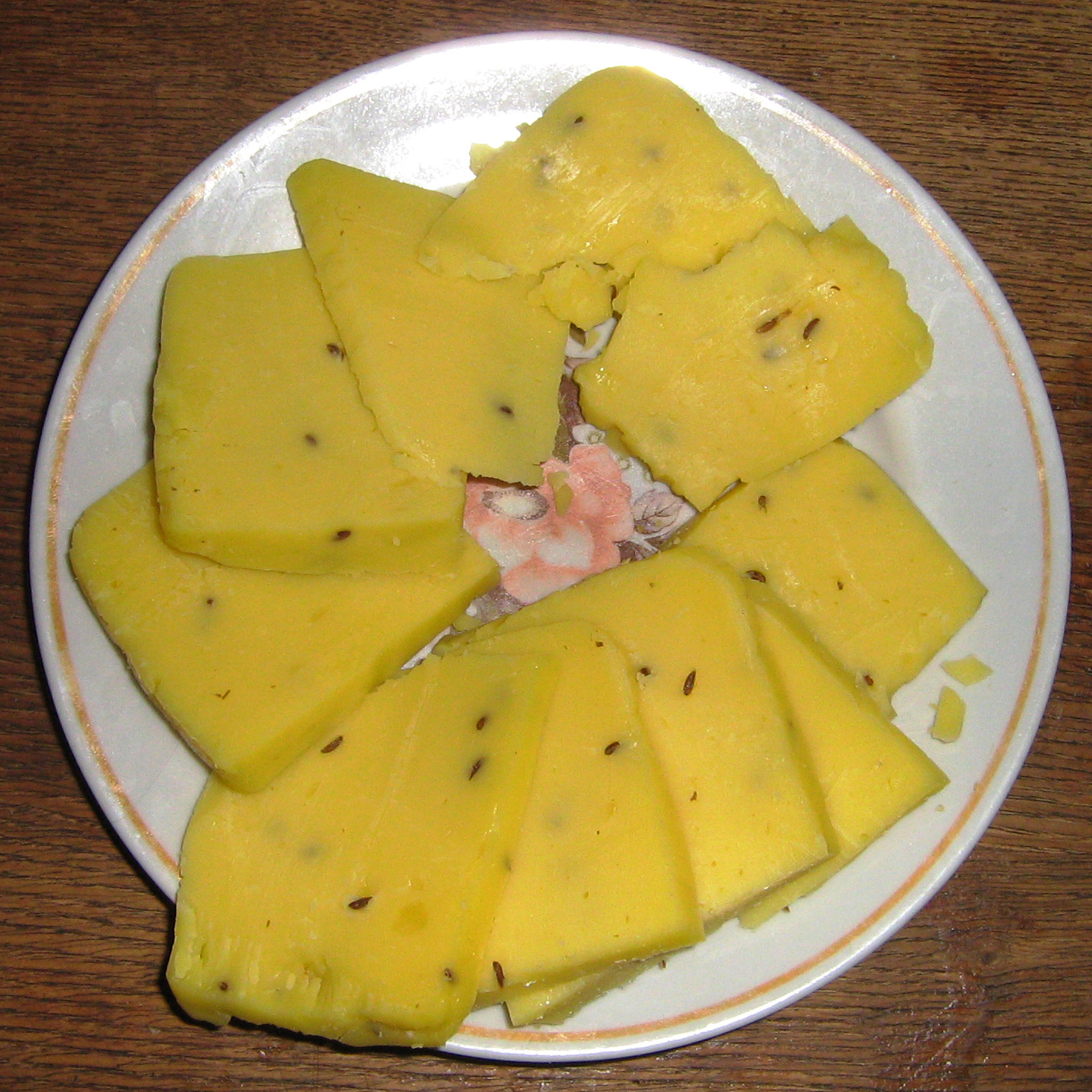
Fromage de carvi

La Lettonie est un pays plus riche en produits laitiers que bien d'autres pays occidentaux. On y trouve ainsi de nombreux fromages et crèmes, parmi lesquels :
- Biezpiens, sorte de fromage blanc
- Skābais krējums, crème aigre
- Rūgušpiens, sorte de lait fermenté
- Biezpiena sieriņš, fromage blanc doux commercialisé par les groupes Kārums et Baltais
- Jāņu siers, fromage letton à base de carvi
- Beurre de pavot, fait à partir de grains de pavot écrasés. Ce beurre est utilisé dans la fabrication du porridge de pois ou dans des gâteaux ou des pains.

## Autres
- Pankūkas, blinis souvent accompagnés de jambon, de fromage ou d’œufs de saumon
- Rupjmaize, pain de seigle très populaire en Lettonie
- Pancakes de pommes de terre, parfois accompagnés de crème et de sauce au speck, ou servi comme un dessert avec de la confiture et de la crème fouettée

## Desserts

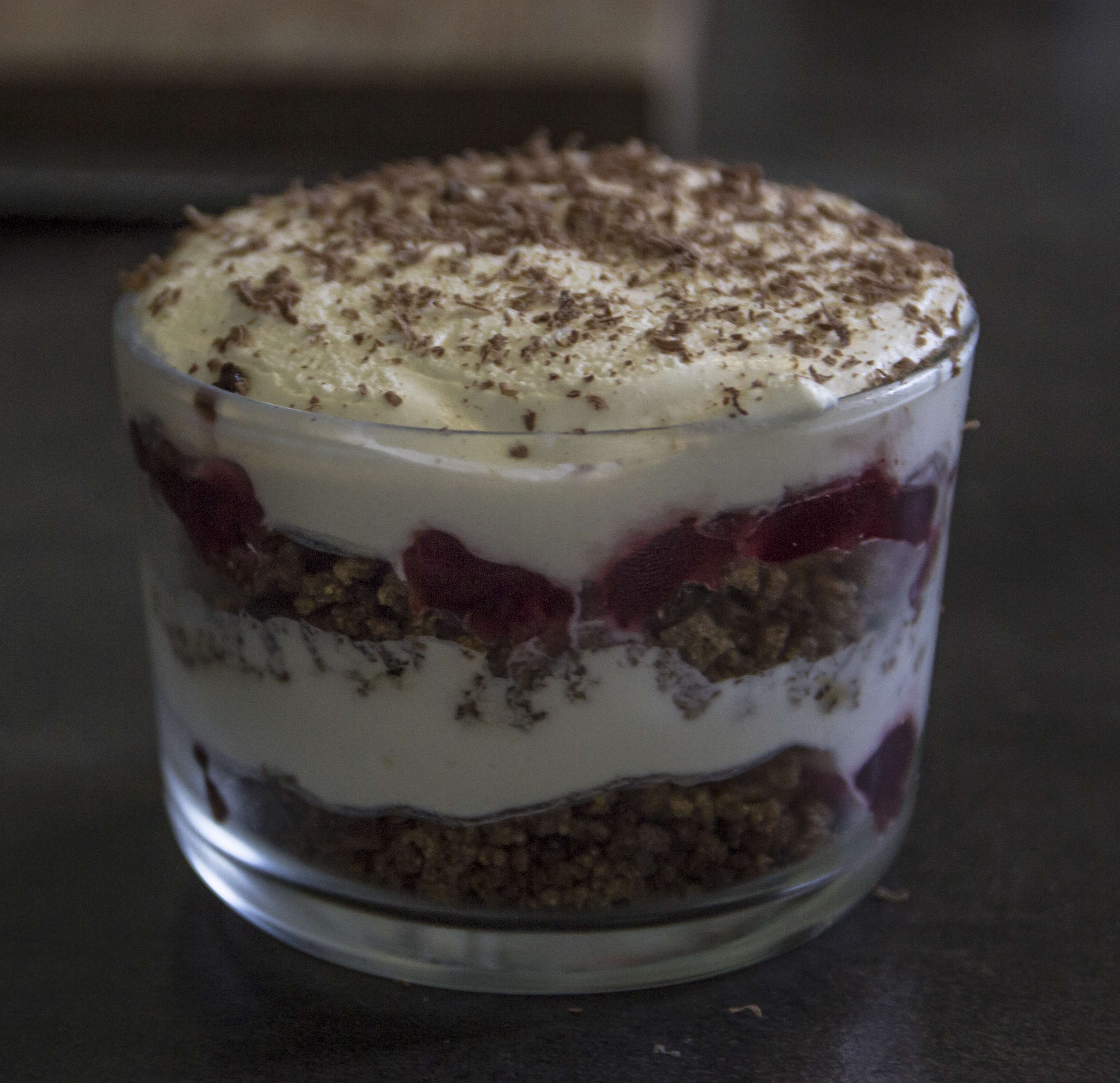
Rupjmaizes kārtojums

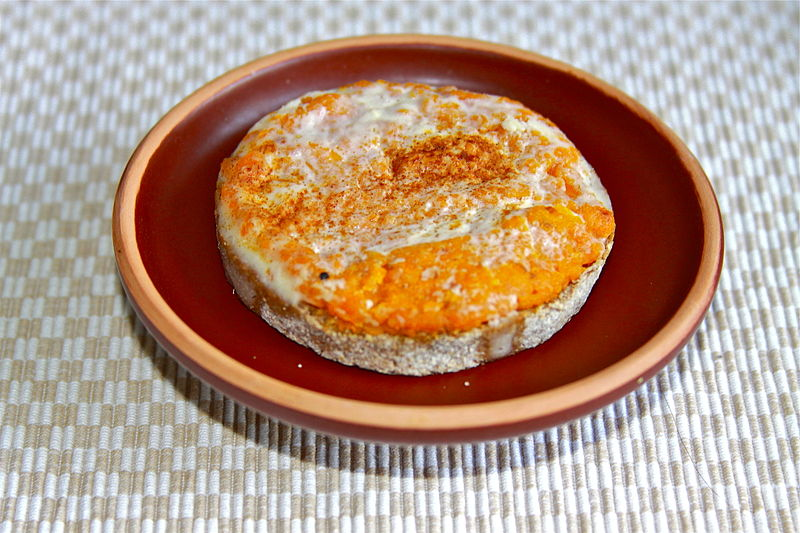
Sklandrausis, tarte à la carotte

- Ķīselis, porridge d'avoine aux baies (souvent à la canneberge), à la cerise ou à la rhubarbe
- Kliņģeris, gâteau traditionnel de fête en forme de bretzel, sorte de pain d’épices aux raisins aromatisé à la cardamome
- Biguzis, gâteau de pain noir au miel et aux baies
- Strudel aux pommes ou aux cerises
- Génoise aux fruits
- Maizes zupa, soupe de pain de seigle mixé avec du sucre, des fruits secs et de la crème fouettée
- Debessmanna, pudding de canneberge
- Piparkūkas, petits biscuits secs épicés
- Rupjmaizes kārtojums, gâteau de miettes de pain de seigle accompagné de confiture de canneberge et de crème fouettée
- Alexander Torte, pâtisseries fourrées à la framboise ou à la canneberge. Ce dessert a été conçu pour commémorer la visite de l'empereur russe Alexandre III à Riga, capitale de la Lettonie.
- Sklandrauši, tarte sucrée de carotte ou de pomme de terre écrasée. Du miel peut être ajouté à la pâte, ainsi que des graines de carvi, et on utilise de la farine de seigle pour réaliser la tarte. C'est l'un des plats les plus traditionnels de Lettonie[5].

## Boissons

### Bières
- Tērvete
- Aldaris
- Cēsu
- Lācplēsis
- Piebalgas
- Brālis
- Brenguļu
- Valmiermuižas

### Liqueurs

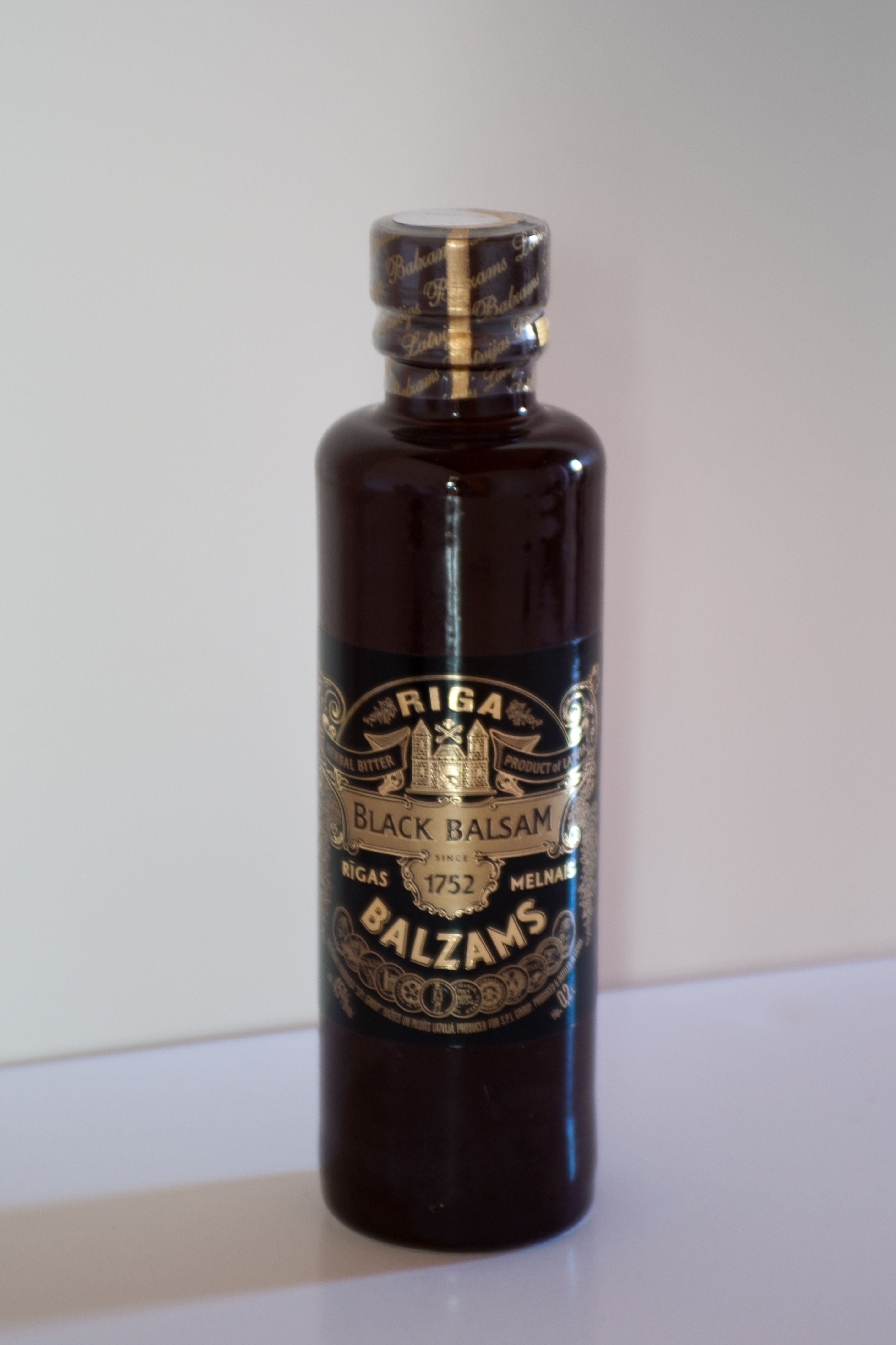
Bouteille de baume noir de Riga

- Baume noir de Riga, amer traditionnel letton produit à partir de nombreux ingrédients naturels mélangés à de la vodka pure pour faire une boisson à 45°. Il peut être consommé pur, mélangé avec du schnaps, de l'aquavit, de la vodka, chaud avec du thé, du café ou du jus de cassis, mélangé à de l'eau gazeuse, un soda ou encore incorporé à des cocktails. La boisson est noire et amère avec une douceur caractéristique. Il est produit par l'entreprise Latvijas Balzams et sa recette remonte au XVIIIe siècle.

### Vins
L'entreprise Latvijas Balzams produit, en plus de nombreuses sortes de liqueurs, du vin pétillant et du muscat. Il existe des vins de rhubarbe comme le Abavas rabarberu dzirkstvīns.
La ville de Sabile, dans la région de la Courlande, possède les vignes les plus septentrionales au monde et produit également du vin.

### Autres
- Bērzu sula, décoction d’écorces de bouleau fermentées à laquelle on ajoute des branches de cassis ou de l'écorce de citron
- Kvass, boisson fermentée au pain de seigle pouvant contenir jusqu'à 1,2° d'alcool
- Cidre de poire artisanal